# Przycisk
Przycisk (ang. button) – widżet realizujący operację poprzez naciśnięcie go wskaźnikiem myszy.
Standardowo przycisk reaguje jedynie na pojedyncze naciśnięcie lewego przycisku myszy. Obsługa ze strony użytkownika polega na najechaniu nań kursorem myszy oraz wciśnięciu lewego przycisku myszy. Po jego naciśnięciu przycisk chwilowo zmienia wygląd na wciśnięty, a następnie po puszczeniu przycisku myszy wygląd przycisku przywracany jest na wypukły i w tym momencie generowane jest zdarzenie wciśnięcia przycisku.
Powoli rozpowszechniają się również przyciski podświetlające się po najechaniu na nie kursorem myszki (najczęściej zmieniają kolor lub się uwypuklają).
Przycisk może być jednak skonfigurowany tak, aby był przyciskiem dwustanowym. W takim przypadku po puszczeniu naciśniętego nad nim lewego klawisza myszy przycisk nadal pozostaje wklęsły. Dopiero po ewentualnym następnym naciśnięciu lewego klawisza myszy przycisk zmienia się z powrotem na wypukły. W zależności od rodzaju biblioteki generowane są albo dwa rodzaje zdarzeń (zmiana z wypukłego na wklęsły i odwrotnie), albo jedno zdarzenie z argumentem (na co zmieniono stan), lub też jedno zdarzenie bez argumentu (handler zdarzenia sam sobie pobierze aktualny stan z przycisku). Niezależnie od tego, zdarzenie generowane jest w momencie zwolnienia lewego klawisza myszy. Przycisk taki w niektórych bibliotekach jest określany osobnym typem widżetu jako "przycisk przełączający" (ang. toggle button).
Niektóre aplikacje lub biblioteki posiadają źle skonfigurowany sposób obsługiwania przycisku, np. zdarzenie generowane jest w momencie naciśnięcia klawisza myszy. Biblioteki umożliwiają zwykle generowanie zdarzeń w momencie zarówno wciśnięcia, jak i zwolnienia lewego klawisza myszy, więc błąd może polegać na obsługiwaniu niewłaściwego zdarzenia.
Jeśli chodzi o wygląd, to przycisk składa się z prostokątnego obramowania oraz "zawartości". Obramowanie zwykle jest konfigurowalne, pozwala na osiągnięcie efektu wklęsłości i wypukłości (może być ono również np. płaskie albo wyrzeźbione). Wewnątrz przycisku znajduje się najczęściej jednolinijkowy napis, czasami opatrzony ikoną pomagającą użytkownikowi w szybszym zrozumieniu funkcji widżetu. Bardziej generyczne biblioteki traktują przycisk jako widżet pojemnikowy, co oznacza, że może być w nim umieszczony inny widżet. Np. w bibliotece GTK+ przycisk posiadający napis to po prostu przycisk z umieszczonym w środku widżetem typu etykieta.